# Jan Matuszek (harcerz)
Jan Matuszek (ur. 20 czerwca 1917 w Żukowie Dolnym, zm. 5 września 1942 w KL Auschwitz) – podharcmistrz, działacz konspiracji antyhitlerowskiej.
Był synem Franciszka i Teresy z Bijoków, pracował jako urzędnik. Działał w Związku Harcerstwa Polskiego, kolejno pełniąc funkcje drużynowego 4 DH im. Bolesława Chrobrego przy SP-1 w Rybniku (1933), DH HPC w Żukowie Dolnym (1937-1939), wodza 14 DZ „Białe Orły” w Jankowicach Rybnickich (1934-1937), referenta zuchowego w KH Rybnik (1935), komendanta męskiego hufca Cieszyn II (1939) w zachodniej części Cieszyna (były Czeski Cieszyn). W 1935 r. należał do konspiracyjnej organizacji „Wilcze Zęby” prowadzącej na Zaolziu działania wywiadowcze i dywersyjne. Latem 1938 brał udział w szkoleniu kadry Organizacji Bojowej zorganizowanym przez Ekspozyturę nr 2 Oddziału II Sztabu Głównego Wojska Polskiego. W 1938 brał udział w „powstaniu” na Zaolziu. Był komendantem patrolu I „Żuków” w drużynie cieszyńskiej Organizacji Bojowej. W tym czasie posługiwał się pseud. Skaut. Po zajęciu Zaolzia przez Wojsko Polskie, brał udział w dywersyjnej akcji o kryptonimie „Łom” prowadzonej na terenie Rusi Zakarpackiej (Czechosłowacja). W 1939 za swoją działalność odznaczony Brązowym Krzyżem Zasługi oraz Krzyżem Niepodległości. Od wiosny 1939 członek Tajnej Organizacji Konspiracyjnej dla której prowadził werbunek wśród harcerz w zachodniej części Śląska Cieszyńskiego. Po wrześniu 1939  wstąpił do konspiracji, gdzie współpracował z Franciszkiem Kwaśnickim. 21 czerwca 1940 został aresztowany przez Niemców i oskarżony o wspieranie partyzantów, po pewnym czasie trafił do KL Auschwitz. W obozowej ewidencji został zarejestrowany 5 października 1941 pod numerem 5598. Zginął 5 września 1942, w oficjalnym obozowym akcie zgonu jako przyczynę śmierci podano niewydolność serca przy zapaleniu płuc.